# Alonso del Arco
Alonso del Arco – hiszpański malarz barokowy, był reprezentantem madryckiej szkoły malarstwa i uczniem Antonia de Peredy. Malował głównie portrety i obrazy o tematyce religijnej. Od urodzenia był głuchy.